# Tarsocera fulvina
Tarsocera fulvina är en fjärilsart som beskrevs av Lajos Vári 1971. Tarsocera fulvina ingår i släktet Tarsocera och familjen praktfjärilar. Inga underarter finns listade i Catalogue of Life.